# Bacopa cladostyla
Bacopa cladostyla là một loài thực vật có hoa trong họ Mã đề. Loài này được Chodat ex Eskuche mô tả khoa học đầu tiên năm 1989.